# سداد (طب)
الصِّمَّة  أو السِّداد أو السُّدَّة أو الصِّمامة أو السدادة (في الوعاء الدموي) تسميات تستعمل لوصف الكتلة المتنقلة غير المرتبطة والتي تنتقل عبر مجرى الدم والقادرة على سد شبكة الشعيرات الشريانية (خلق انسداد الشرايين) في موقع بعيد من نقطة المنشأ. هناك عدد من أنواع مختلفة من الصمات، بما في ذلك جلطات الدم وصمة الكولسترول وكريات الدهون وفقاعات الغاز والأجسام الغريبة.

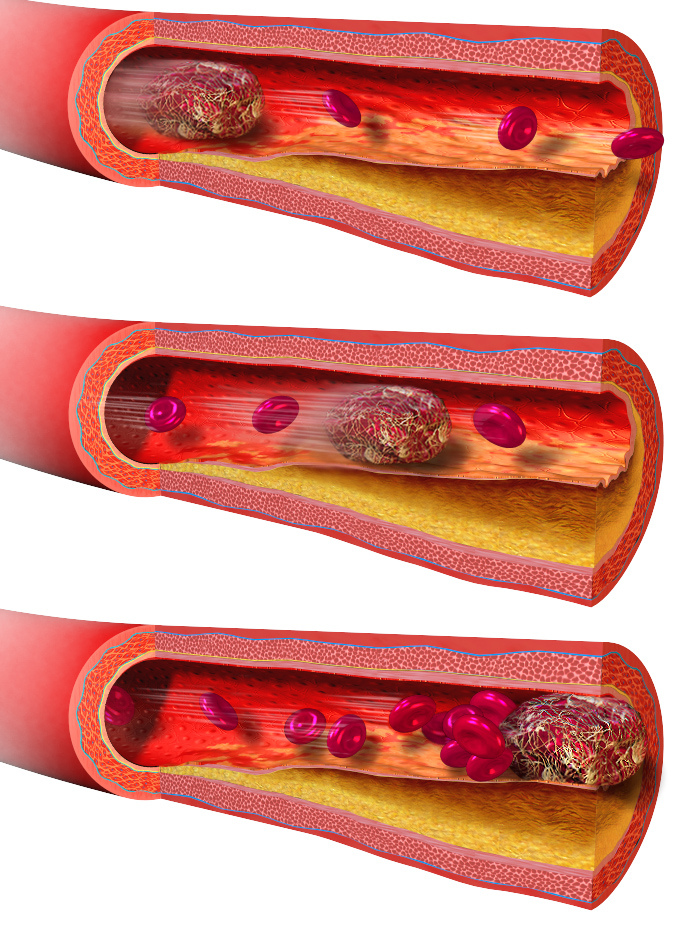
توضيح يصف ا لانسداد الدموى الوعائي الناتج من انفصال الخثرة (الجلطة)

وعلى النقيض من ذلك هناك الانسدادات غير المتنقلة والتي تتطور محليا من صدمة الأوعية الدموية أو أمراض النسيج الطلائي المبطن للاوعية الدموية أو  التهاب الأوعية الدموية — مثل تصلب الشرايين الدموية والخثرات. ومع ذلك، إذا  انهارت خثرة فانها تتفكك من موقع تكونها وتصبح خثرة انسدادية وإن لم تكسر أثناء النقل، قد يسبب الانسداد.
صيغ هذا التعريف بواسطة الطبيب الالمانى رودولف فيرشو

## التصنيف حسب المادة
- الجلطات الدموية – الخثرة الانسدادية (جلطة دموية).
- السدة الكوليسترولية – الانسداد الكولستيرولى في كثير من الأحيان ينتج من لويحة عصيدية داخل الشريان
- الانصمام الدهني – الانسداد من كسر العظام أو قطيرات الدهون.
- الانسداد الهوائي (المعروف أيضا باسم الانسداد الغازى) – الانسداد من فقاعات الهواء.
- الانسداد الانتنانى– الانسداد من البكتيريا التي تحتوي على صديد.
- الأنسجة النسيجى– الانسداد من شظايا صغيرة من الأنسجة.
- انسداد الاجسام الغريبة – الانسداد من مواد خارجية مثل التلك وغيرها من الأشياء الصغيرة.
- الانصمام بالسائل السلوي– انسداد السائل الذي يحيط بالجنين، أو خلايا الجنين أو الشعر، أو غيرها من الحطام الذي يدخل إلى مجرى دم الام  عبر المشيمة  ويسبب الحساسية.

في الجلطات الدموية، خثرة (جلطة دموية) من الأوعية الدموية تنفصل  تماما أو جزئيا من موقع (الجلطة). تدفق الدم عندئذ يحمل الصمة (عبر الأوعية الدموية) إلى أجزاء مختلفة من الجسم حيث أنه بإمكانها غلق تحويف الوعاء الدموى وتسبب اغلاق الأوعية أو انسدادها. الجلطة المتحركة هنا  تسمى (ًصمة). الجلطة الدموية دائمًا تعلق على جدار الوعاء الدموي ولا تتحرك بحرية في الدورة الدموية. وهذا هو مفتاح الفرق للأطباء في تحديد سبب تجلط الدم، إما عن طريق تخثر الدم أوتجلط الدم ما بعد الوفاة. انسداد الوعاء الدموى يؤدي إلى مختلف المسائل المرضية مثل ركود الدم  ونقص التروية. ومع ذلك، ليس فقط الجلطات الدموية التي تسبب انسداد تدفق الدم في الأوعية، ولكن أيضا أي نوع من الانسداد الوعائي الدموى هي قادرة على التسبب في نفس المشكلة.
الانسداد الوعائي الدهنى يحدث عادة عندما تهرب الانسجة الدهنية الذاتية (من مصادر داخل جسم الكائن الحى) إلى الدورة الدموية. السبب المعتاد من هذا الانسداد عندئذ هو  كسر العظام الانبوبية (مثل عظم الفخذ)، والتي سوف تؤدي إلى تسرب الانسجة الدهنية الموجودة داخل نخاع العظام إلى الأوعية الدموية المتمزقة. وهناك أيضا عوامل خارجية (من مصادر خارجية المنشأ)  مثل الحقن في الوريد للمستحلبات.
الانسداد الوعائي الهوائي، من ناحية أخرى، عادة ما تكون دائمًا بسبب العوامل الخارجية.ومنها تمزق الحويصلات الهوائية،وتسرب الهواء المستنشق إلى الاوعية الدموية.أيضا الأسباب الأخرى الأكثر شيوعا تشمل ثقب الوريد تحت الترقوة بواسطة حادثة أو أثناء العملية حيث هناك ضغط سلبي. الهواء يمتص بواسطة  الأوردة من الضغط السلبي الناجم عن توسع الصدر خلال مرحلى الاستنشاق من التنفس. الانسداد الوعائي الهوائي يمكن أن يحدث أيضا أثناء العلاج عن طريق الحقن الوريدي، عندما يتسرب الهواء إلى داخل النظام الجسمى  (ولكن هذا خطأ علاجي المنشأ في الطب الحديث هو نادر للغاية).
الانسداد الوعائي الغازى هو الاهتمام المشترك للغواصين في اعماق البحار بسبب الغازات في دم الإنسان (عادة النيتروجين والهيليوم) يمكن حلها بسهولة بأعلى الكميات خلال الغوص في أعماق البحار. ومع ذلك، عندما يصعد الغواص إلى الضغط الجوي العادي، الغازات تصبح غير قابلة للذوبان، مما يتسبب في تشكيل فقاعات صغيرة في الدم. هذا هو المعروف أيضا باسم مرض الضغط أو الانحناءات. ويفسر هذه الظاهرة من خلال قانون هنري في الكيمياء الفيزيائية.
الانسداد عن طريق مواد أخرى نادرة نوعا ما. الانسداد الانتنانى يحدث عندما تهرب الانسجة الصديدية (التي تحتوى على القيح)من مكان تكونها الأصلي. الانسداد الوعائي النسيجى  هو قريب أو معادل ل انبثاث السرطان، والذي يحدث عندما يتسلل سرطان الانسجة إلى الاوعية الدموية ويتم إطلاق شظايا صغيرة منها إلى مجرى الدم. الانسداد الوعائي الناجم عن الاجسام الغريبة  يحدث عندما تتسبب مواد خارجية—و فقط مثل التلك في ان تدخل مجرى الدم وتسبب انسداد أو إعاقة الدورة الدموية. الاسداد الوعائي الناتج عن رصاصة يحدث في حوالي 0.3% من حالات الإصابة بطلقات نارية. أما الانسداد الوعائي الناتج من السائل الامنيونى هو مضاعفة نادرة من الولادة.